# Amedeo Benedetti
Amedeo Benedetti (Fivizzano, Toscana, 22 de septiembre de 1954 – 18 de abril de 2017) fue un escritor e historiador italiano.

## Biografía
Amedeo Benedetti nació en la ciudad de Fivizzano, en el norte de Italia. Pasó su infancia en la región de Toscana antes de trasladarse a Génova (situada en la región de Liguria) en 1964.
Se doctoró en Letras y Filosofía y Historia en la Universidad de Génova. 
Sucesivamente trabajó como profesor de la literatura italiana.
Benedetti ha escrito principalmente en las áreas de lingüística, retórica, historia de la literatura italiana del siglo XIX, y biblioteconomía.
Como ensayista y gran lector se ha interesado, ente otros, por el lenguaje de Henry Kissinger, Silvio Berlusconi, Benedicto XVI alias Joseph Ratzinger, y de las Brigadas Rojas.
Sus estudios han contribuido a difundir en su país natal el conocimiento de los lenguajes sectoriales.

## Obras
- Il comportamento televisivo, Genova, Regione Liguria, 1996.
- Il comportamento radiofonico, Genova, Regione Liguria, 1996.
- Comunicazione e osservazione per musicoterapeuti, Genova, Associazione Italiana Studi di Musicoterapia, 1997.
- Il programma dell’Accesso, Genova, Erga, 1999. ISBN 88-8163-192-X
- Storia dei programmi televisivi di maggior audience, Genova, Erga, 1999. ISBN 88-8163-193-8
- Gli archivi delle immagini. Fototeche, cineteche e videoteche in Italia, Genova, Erga, 2000. ISBN 88-8163-182-2
- Gli archivi sonori. Fonoteche, nastroteche e biblioteche musicali in Italia, Genova, Erga, 2002 ISBN 88-8163-215-2
- Il linguaggio delle nuove Brigate Rosse, Genova, Erga, 2002. ISBN 88-8163-292-6
- Il cinema documentato. Cineteche, musei del cinema e biblioteche cinematografiche in Italia, Genova, Cineteca Griffith, 2002.
- (con Bruno Benedetti) Gli archivi della scienza. Musei e biblioteche della scienza e della tecnologia in Italia, Genova, Erga, 2003. ISBN 88-8163-215-2
- L’osservazione per l'intelligence e l'indagine, Genova, Erga, 2003. ISBN 88-8163-333-7
- Decisione e persuasione per l'intelligence (e la politica), Genova, Erga, 2004. ISBN 88-8163-355-8
- Bibliografia artigianato. La manualistica artigiana del Novecento: pubblicazioni su arti e mestieri in Italia dall'Unità ad oggi, Genova, Erga, 2004. ISBN 88-8163-358-2
- Il linguaggio e la retorica della nuova politica italiana: Silvio Berlusconi e Forza Italia, Genova, Erga, 2004. ISBN 88-8163-363-9
- Lezioni di politica di Henry Kissinger. Linguaggio, pensiero ed aforismi del più abile politico di fine Novecento, Genova, Erga, 2005. ISBN 88-8163-391-4
- Bibliografia ragionata sulla cultura delle immagini, Genova, Erga, 2005. ISBN 88-8163-415-5
- Il libro. Storia, tecnica, strutture, Arma di Taggia, Atene, 2006. ISBN 88-88330-29-1
- Manuale di sburocrazia. Analisi, note e proposte di correzione del linguaggio burocratico italiano,  Genova, Aba Libri, 2008. ISBN 978-88-627-5000-4
- Bancarese addio! Proposte di correzione del linguaggio bancario italiano, Genova, Aba Libri, 2008. ISBN 978-88-627-5003-5
- Il linguaggio di Benedetto XVI, al secolo Joseph Ratzinger, Genova, Erga, 2012. ISBN 978-88-8163-657-0
- Dica trentatre. Analisi, note e proposte di correzione del “medichese”, Genova, Erga, 2012. ISBN 978-88-8163-707-2
- Mi rimetto alla clemenza della corte. Analisi, note e proposte di correzione del linguaggio giuridico italiano, Genova, Erga, 2012. ISBN 978-88-8163-711-9